# 오은경 (1952년)
오은경(吳恩庚, 1952년 3월 2일~)은 대한민국의 정치인이다. 제6대 충청북도 영동군의원이다.

## 학력
- 동구여자상업고등학교 졸업

## 경력
- 일신건설 대표
- 청주지방법원 영동지원 민사 및 가사 조정위원
- 영동군 여성단체협의회장
- 제6대 영동군의원(비례대표)

## 역대 선거 결과
|  | 45.59% |

|  | 38.12% |